# Vahide Aydın

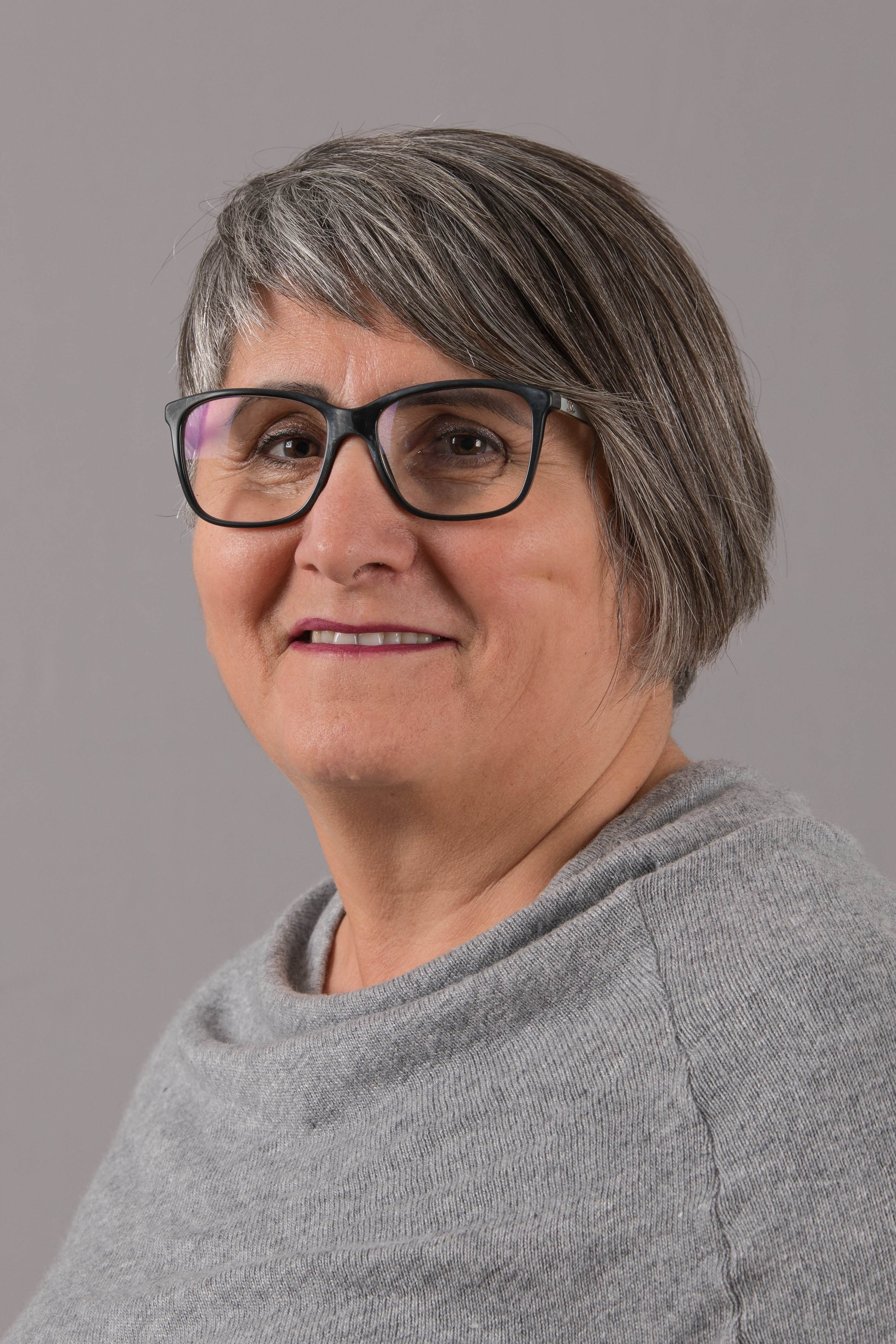
Vahide Aydın (2017)

Vahide Aydın (geb. Yılmaz; * 3. Oktober 1968 in Elbistan) ist eine österreichische Politikerin (Grüne) und Sozialarbeiterin türkischer Herkunft. Aydın war ab 2009 Abgeordnete zum Vorarlberger Landtag.

## Ausbildung und Beruf
Vahide Aydın wurde als Tochter alevitischer Eltern am 3. Oktober 1968 im Landkreis Elbistan in der Türkei geboren. Mit ihren Eltern wanderte sie im Jahr 1978 aus der Türkei nach Österreich aus, wo sich die Familie in Schwarzach in Vorarlberg niederließ. Aydın besuchte das Bundes-Oberstufenrealgymnasium in Lauterach, studierte von 1990 bis 1993 an der Sozialakademie in Bregenz und arbeitete von 1993 bis 2000 als Sozialarbeiterin und Berufsberaterin für Jugendliche mit migrantischer Herkunft in der Beratungsstelle des Vereins zur Betreuung von Ausländern in Dornbirn. Seit 2000 ist sie als Sozialarbeiterin am Institut für Sozialdienste beschäftigt.

## Politischer Werdegang
Aydın trat im Jahr 2000 den Dornbirner Grünen bei und ist Mitglied der Dornbirner Stadtvertretung. 2006 wurde sie in den Landesvorstand der Vorarlberger Grünen gewählt. Sie ist seit 2007 Sprecherin der Grünen MigrantInnen und trat bei der Landtagswahl 2009 auf Platz 5 der Landesliste der Grünen sowie auf Platz 4 im Wahlbezirk Dornbirn an. Aydın erzielte im Wahlbezirk Dornbirn 1239 Vorzugsstimmen und wurde dadurch in diesem Wahlbezirk auf Platz 3 vorgereiht. Da der Spitzenkandidat Johannes Rauch, der in allen Wahlbezirken auf Platz 1 kandidiert hatte, das Direktmandat im Bezirk Feldkirch und die an zweiter Stelle kandidierende Katharina Wiesflecker ihr Direktmandat im Bezirk Bregenz annahm, rückte Aydın auf das Direktmandat der Grünen im Bezirk Dornbirn nach. Die bisherige Grüne Abgeordnete aus dem Wahlbezirk Bludenz, Karin Fritz, schied aus dem Landtag aus, da sie kein Direktmandat erreichte und der auf der Landesliste vor ihr gereihte Bernd Bösch (Wahlbezirk Dornbirn) für das vierte Mandat der Grünen zum Zug kam.
Im Zuge der Landtagswahl 2014, bei der die Grünen stark dazu gewinnen konnten, wurde Vahide Aydın als Landtagsabgeordnete der Grünen Vorarlberg bestätigt. Auch nach der Landtagswahl 2019 konnte Aydın erneut ein Grundmandat im Wahlbezirk Dornbirn erreichen und wurde somit in dessen konstituierender Sitzung am 6. November 2019 auch im Landtag der XXXI. Gesetzgebungsperiode erneut als Abgeordnete angelobt. Sie ist im Grünen Landtagsklub als Bereichssprecherin für die Bereiche Integration / Migration, Antidiskriminierung / Menschenrechte / Minderheiten, Inklusion, Sport, Zivildienst und Arbeit zuständig. Am 15. April 2024 kündigte Aydın an, bei der Landtagswahl im Herbst 2024 nicht mehr kandidieren zu wollen.

## Privatleben
Vahide Aydın lebt in Dornbirn, ist verheiratet und Mutter von zwei Kindern.